# Milower Land
Milower Land è un comune di 4 343 abitanti del Brandeburgo, in Germania.

Appartiene al circondario della Havelland.

## Storia
Il comune venne formato il 26 ottobre 2003 dalla fusione dei comuni di Bützer, Großwudicke, Jerchel, Milow, Möthlitz, Nitzahn, Vieritz e Zollchow. Il nome del nuovo comune significa "Regione di Milow", con riferimento alla frazione capoluogo.

## Società

### Evoluzione demografica
- Sviluppo della popolazione dal 1875 entro gli attuali confini (Linea Blu: Popolazione; Linea puntata: Confronto dello sviluppo della popolazione dello stato del Brandenburgo; Sfondo grigio: Ai tempi del governo nazista; Sfondo rosso: Al tempo del governo comunista)
- Sviluppo recente della popolazione (Linea blu) e previsioni

| Anno | Abitanti |
| ---- | -------- |
| 1875 | 5 042    |
| 1890 | 5 089    |
| 1910 | 6 184    |
| 1925 | 6 550    |
| 1939 | 6 464    |
| 1946 | 8 095    |
| 1950 | 8 448    |
| 1964 | 6 501    |

| Anno | Abitanti |
| ---- | -------- |
| 1971 | 6 279    |
| 1981 | 5 343    |
| 1985 | 5 312    |
| 1990 | 5 056    |
| 1995 | 4 854    |
| 2000 | 5 068    |
| 2005 | 4 938    |
| 2010 | 4 601    |

| Anno | Abitanti |
| ---- | -------- |
| 2015 | 4 333    |
| 2016 | 4 340    |
| 2017 | 4 287    |
| 2018 | 4 317    |
| 2019 | 4 322    |
| 2020 | 4 364    |

Fonti dei dati sono nel dettaglio nelle Wikimedia Commons..

## Geografia antropica

### Suddivisioni amministrative
Il territorio comunale comprende 10 centri abitati (Ortsteil):
- Bahnitz
- Bützer
- Großwudicke
- Jerchel
- Milow
- Möthlitz
- Nitzahn
- Schmetzdorf
- Vieritz
- Zollchow